# Juliusz Erazm Bolek
Juliusz Erazm Bolek (ur. 27 maja 1960 w Warszawie) – polski poeta, prozaik, felietonista, autor utworów scenicznych, syn poety Zdzisława Jerzego Bolka i Bogny Bolek.

## Życiorys
Debiutował w 1980 roku. Uprawia poezję miłosną, filozoficzną, refleksyjną, oraz satyryczną. Zasłynął niekonwencjonalnymi sposobami prezentowania poezji: plakaty poetyckie - manifest artystyczny: Już od dziecka cierpiałem na gigantomanię, wiersze na serwetkach, naklejki vlepki, pokazy typu dźwięk i światło, poezja na przystankach komunikacyjnych, wyświetlanie wierszy przy użyciu laserów. Książką Sekrety życia. Kalendarz poetycki pobił rekord Guinnessa na największy tom wierszy. Ten poemat jest najbardziej znanym utworem poety. Twórca nowych gatunków literackich: wiersza dialogowego i EFP - tzw. emaliowanych felietonów poetyckich. Wynalazca nowej, opatentowanej, formy książki bodybook, która umożliwia zawieszenie książki na szyi. Interesuje się zarówno poszukiwaniami w treści i znaczeniu słów jak i rozwiązaniami formalnymi, jak choćby w opowiadaniu Serpentyna, napisanym w drugiej osobie liczby pojedynczej.
Bardzo aktywny w środowisku literackim w latach 80. Członek grup literackich Rdzeń, Ecce i sytuacyjnych - Grupa Niegocin. Od 1986 roku prowadzi niezależne pismo artystyczne Enigma Ludzie * Sztuka * Myśli. Twórca Festiwalu Poetyckiego Wiersz Tysiąca Nocy. Członek Związku Literatów na Mazowszu. Pomysłodawca poetyckiej serii wydawniczej Staromiejskiego Domu Kultury w Warszawie Dwanaście stron wierszy prezentuje..., w której publikowało wielu znanych poetów.
Autor kilku tomów poezji. Jego wiersze zamieszczane są w różnego rodzaju almanachach i antologiach, włącznie z Antologią Tysiąclecia. Jego twórczość tłumaczono m.in. na język angielski, bułgarski, czeski, francuski, hiszpański, litewski, łacinę, łotewski, niderlandzki, macedoński, niemiecki, portugalski, rosyjski, serbski, słowacki, szwedzki, ukraiński, wietnamski i włoski. Pomysłodawca programu Pokonać wieżę Babel. O jego osobie nakręcono dwa filmy dokumentalne.

## Książki
- Teksty, II obieg, Siedlce 1985
- Nago, Staromiejski Dom Kultury, Warszawa 1986
- Miniatury, własnym sumptem, Warszawa 1987
- Prywatne zagrożenie, Iskry, Warszawa 1989
- Skróty Szaleństwa, Okolice, Warszawa 1992
- Serce błyskawicy, Miniatura, Kraków 1994
- Och! Ziemio Ty Moja. Plakaty poetyckie, (album) IBiS, Warszawa 1996 (II wydanie: 1998)
- Ars Poetica, IBiS, Warszawa 2000
- Wybór wierszy z lat 1980 - 2000, Klub Apetyt Architektów, Warszawa 2001
- Sekrety życia. Kalendarz poetycki, Fundacja Przyjaciół Sztuk "Aurea Porta", Warszawa 2004, 2005, 2006
- Sens-or, (wybór wierszy według Karola Samsela, Biblioteka Poezji Dzisiaj, IBiS, Warszawa 2009 ISSN 1508-9398
- Abracadabra (Nagroda Światowego Dnia Poezji ustanowionego przez UNESCO - książka w języku polskim i angielskim, przekład Anita Fincham i Andrew Fincham) IBiS, Warszawa 2010[2] ISBN 978-83-7358-086-2
- Абракадабра (Nagroda Światowego Dnia Poezji ustanowionego przez UNESCO - książka w języku polskim i rosyjskim, przekład Wiera Winogorowa IBiS, Warszawa 2010 Wydawnictwo „IBiS”, Warszawa 2010 ISBN 978-83-7358-089-3
- Corrida. Sprawa prawa do śmiechu, Związek Pisarzy Katolickich 2017 ISBN 978-83-948026-0-8
- Obrazy ze słów, Muzeum Okręgowe w Suwałkach, 2017 ISBN 978-83-61494-37-9
- Litery i symbole, Centrum Promocji Kultury Praga-Południe, Warszawa 2017
- Ogród. The Garden, Literary Waves, Londyn 2022 ISBN 979-83-7087-515-1
- Concrete words., Centrum Promocji Kultury Praga-Południe, Warszawa 2023 ISBN 978-83-965109-8-3

## Kalendarze Poetyckie
- Sekrety życia. Kalendarz poetycki, Prografix, Dębica 2000
- Flash 2007, Polski Druk, Warszawa 2007
- Amor Omnia 2008, Polski Druk, Warszawa 2008
- Staccato 2009, Polski Druk, Warszawa 2009
- AHA, Polski Druk, Warszawa 2010
- Abracadabra, Polski Druk, Warszawa 2011
- Arcanum, Polski Druk, Warszawa 2012
- UPS !!!, Polski Druk, Warszawa 2013
- Instant, KDS, Warszawa 2014
- A posteriori, KDS, Warszawa 2015
- Tempus Futurum, KDS, Warszawa 2016
- Ergo, KDS, Warszawa 2017
- Abstractivus, KDS, Warszawa 2018
- A'la carte, KDS, Warszawa 2019
- Homo sapiens, Drogowiec-PL, Kielce 2020
- Face news, KDS Print, Warszawa 2021

## Indywidualne wystawy plakatów poetyckich
- Bunt wierszy, Warszawa, 1987
- Potęgowanie wiersza, Częstochowa, 1987
- Zderzanie się ze światem, Siedlce 1987
- Kształt wiersza, Warszawa, 1988
- Inne wiersze, Świnoujście, 1988
- Prywatne zagrożenie, Warszawa, 1989
- Czarno-białe na czarnym, Świnoujście, 1989
- Bliżej uczuć, Londyn, 1989
- Party, Oxford, 1989
- Wiersz Tysiąca Nocy, Warszawa, 1990
- Poezja w kolorach, Warszawa, 1991
- Skróty szaleństwa, Warszawa, 1992
- Afisz, Warszawa, 1995
- Milion spojrzeń każdego dnia, Warszawa, 1997
- Autor w Krainie Czarów, Warszawa, 2001
- Absinthe, Warszawa, 2011
- Ouija, Łomianki, 2012
- Konkretna Poezja, Olecko, 2014
- Obrazy ze słów, Suwałki, 2017
- Litery i symbole, Warszawa 2017
- Letters and Symbols, Londyn, 2017
- Poezja Liter - wystawa konkretnej poezji, Zamość, 2018
- Wieża Poezji - wystawa plakatów poetyckich, Warszawa, 2025

## Wyróżnienia
- Laureat Nagrody X Światowego Dnia Poezji, ustanowionego przez UNESCO (ang.: Award Word Day of Poetry UNESCO), za oryginalną twórczość i niekonwencjonalne sposoby jej prezentacji,
- Uznany za „Autora Roku” 2010 przez portal www.miastoliteratow.com
- Nagroda „Wiersz Roku” 2017 za poemat Corrida poświęcony pamięci Grzegorza Przemyka i Barbary Sadowskiej
- "Złote pióro" - nagroda w konkursie na Książkę Roku 2017 za tom poetycki Corrida
- Medal Honorowy za Zasługi dla Województwa Małopolskiego, przyznawany przez Marszałka Województwa Małopolskiego[3]
- Gloria Artis którą pisarz otrzymał w 2019 roku.[4]

## Filmy o pisarzu
- Wlepkarz, reż. Zbigniew Kowalewski, Warszawa, 2001
- Poeta, reż. Piotr Kulisiewicz, Warszawa 2005